# 봉원부부인
봉원부부인 정양정(蓬原府夫人 鄭楊貞, 1541년 ∼ 1620년)는 조선 중기의 시인이다. 본관은 동래이며 광해군의 장모이다. 어릴 때부터 시재가 뛰어나서 많은 작품을 썼다. 정현의 《공사 견문록》에 그의 시 4수가 전해지고 있다.

## 생애
영의정 정광필(鄭光弼)의 손자이자 정복겸(鄭福謙)의 아들인 임당(林塘) 정유길(鄭惟吉)과 원주 원씨의 딸로 중종 36년(1541)에 태어났다. 명종 9년(1554)에 14살의 나이로 문양부원군 류자신의 부인으로 출가하였다. 아버지의 영향을 받아 학문에 조예가 깊었으며 《출왕서빙고강사(出往西氷庫江舍)》등의 작품을 남겼고, 정현의 《공사 견문록》에 그의 시 4수가 전해지고 있다. 류자신에게서 6남(류희갱, 류희담, 류희분, 류희발, 류희량, 류희안) 4녀를 낳았다.

## 봉작
1608년, 세자빈으로 있던 셋째 딸이 광해군이 즉위하면서 왕비가 되자, 왕비의 어머니로서 외명부(外命婦) 정1품인 부부인(府夫人)에 봉작되어 봉원부부인(蓬原府夫人)이라는 작호를 얻었다. 이후 광해군 12년(1620)에 80세로 훙서하였다. 하지만, 1623년 인조반정으로 광해군이 폐위되자 왕비였던 딸도 폐비되어 문성군부인(文城郡夫人)으로 강봉되자 삭탈관직되었다.

## 가족관계
- 부 : 임당(林塘) 정유길(鄭惟吉)(1515 ~ 1588)
- 모 : 원주 원씨(原州 元氏)
- 남편 : 문양부원군 류자신
  - 장남 : 류희갱
  - 차남 : 류희담
  - 3남 : 류희분
  - 4남 : 류희발
  - 5남 : 류희량
  - 6남 : 류희안
  - 장녀 : 류옥영
  - 차녀 : 류중영
  - 3녀 : 폐비 류씨
  - 4녀 : 류소영